# Januária Airport
Januária Airport är en flygplats i Brasilien.   Den ligger i kommunen Januária och delstaten Minas Gerais, i den sydöstra delen av landet, 400 km öster om huvudstaden Brasília. Januária Airport ligger 483 meter över havet.
Terrängen runt Januária Airport är huvudsakligen platt, men norrut är den kuperad. Närmaste större samhälle är Januária, 3,2 km sydost om Januária Airport.
Omgivningarna runt Januária Airport är huvudsakligen savann. Runt Januária Airport är det mycket glesbefolkat, med 4 invånare per kvadratkilometer.